# Kamence, Brežice
Kamence este o localitate din comuna Brežice, Slovenia, cu o populație de 15 locuitori.